# Kropp (fysik)
En kropp, objekt, ting(est) eller föremål är i fysiken en sammanhängande mängd materia. En bil, en människa, en vattendroppe  och en planet är några exempel på kroppar. Vi säger till exempel att solen är en himlakropp, som strålar som en svart kropp.
Inom geometrin är en kropp en figur med tre dimensioner.